# Bruno Hanuschke
Bruno Heinrich Karl Hanuschke (* 12. März 1892 in Tegel; † 23. März 1922 in Davos, Schweiz) war ein deutscher Flugpionier und Flugzeugkonstrukteur.

## Leben
Hanuschkes Vater erkannte durch seine Freundschaft mit Otto Lilienthal früh die Bedeutung des Flugwesens und stellte seinen Söhnen finanzielle Mittel zum Bau erster Flugzeuge zur Verfügung. So konnte Bruno Hanuschke bereits als 15-jähriger Schüler des Berliner Lessing- und Realgymnasiums gemeinsam mit seinem jüngeren Bruder Karl Heinrich Willy (* 11. Dezember 1893 in Tegel; † 4. Oktober 1977 in Bad Schussenried) einen Gleit-Doppeldecker bauen. Mit diesem gelang ihm auf dem Tegeler Steinberg erste Gleitflüge mit Startüberhöhungen bis zu 14 m.
Anfang 1910 gründeten die Brüder Bruno und Willy Hanuschke auf dem neu angelegten Flugplatz Johannisthal die Firma Bruno Hanuschke Flugzeugbau und beschäftigten sich fortan ausschließlich mit dem Bau von Eindeckern. Der erste Hanuschke-Eindecker war mit einem 25-PS-Anzani-Dreizylinder-Motor ausgestattet und verfügte über einen verstellbaren Metallpropeller. Mit diesem selbstkonstruierten Flugapparat erfüllte Bruno Hanuschke am 25. August 1910, laut anderen Quellen am 25. September, auf dem Flugplatz Johannisthal die Bedingungen für das Flugführerzeugnis. Am 8. Oktober 1910 erhielt er die Fluglizenz Nr. 35 des Deutschen Luftfahrer-Verbands (DLV) nach den Regularien der Fédération Aéronautique Internationale (FAI) und ist somit ein Alter Adler. Er war zu diesem Zeitpunkt der jüngste deutsche Motorflugkonstrukteur und zudem zweitjüngster Flieger in Deutschland.
Die Brüder Hanuschke gründeten eine Flugschule und bauten in ihrer Werkstatt fortlaufend an verbesserten Eindeckern. Der Hanuschke-Eindecker Militärtyp 1913 zeichnete sich durch einen kurzen Anlauf und seine große Steigfähigkeit aus. Mit einem 80-PS-Gnom-Rhone Umlaufmotor und einer 2,7-m-Schraube erreichte die Maschine eine Geschwindigkeit von 100 km/h. Der Rumpf des Eindeckers war vollständig aus Stahlrohr hergestellt und autogen verschweißt. Die Stahlrohrversteifungen liefen im Dreiecksverband zusammen und die Verbindungsstellen an den Schweißnähten wurden zusätzlich durch Blechstege verstärkt. Das Gesamtgewicht betrug 250 kg.

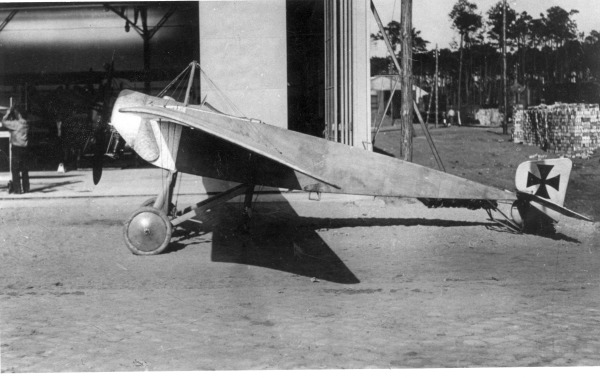
Hanuschke-Eindecker 1914

1913 kopierte Hanuschke den französischen Eindecker Morane-Saulnier H. Damit hatte er zunächst erheblichen geschäftlichen Erfolg und verkaufte 1913/1914 insgesamt 30 Flugzeuge im In- und Ausland. Sechs Maschinen wurden von den deutschen Marinefliegern abgenommen, eine bisher nicht näher bestimmte Anzahl von Hanuschke-Eindeckern wurde bis 1918 auf dem Balkan verwendet. Die Morane wurde auch von Gustav Otto, den Brüdern Eversbusch und Anthony Fokker kopiert. Letzterer brachte seine Version zwar erst 1914 auf den Markt, erwies sich jedoch als besserer Geschäftsmann. Fokker verkaufte seine Eindecker ebenfalls an die Marineflieger und die deutsche Fliegertruppe, später auch an die k.u.k.-Seeflieger, die bulgarische und osmanische Fliegertruppe und stach damit Hanuschke geschäftlich aus.
Bruno Hanuschke war einer der populärsten deutschen Flugpioniere seiner Zeit. Das lag zum einen an seinem eigenwilligen Flugstil und zudem an der Tatsache, dass er sich auch bei sehr schlechten Wetterverhältnissen in die Lüfte erhob, deshalb gilt er auch als erster Johannisthaler „Sturmflieger“. Am 1. Oktober 1910 flog er auf einem solchen Sturmflug mit maximaler Motorleistung bei einer Windstärke von 25 bis 30 Metern pro Sekunde gegen den Wind und relativ zur Erdoberfläche „rückwärts“. Er sorgte zudem mit spektakulären Flugeinlagen für öffentliche Aufmerksamkeit: Am 31. Oktober 1912 vermeldete der Berliner Polizeipräsident von Jagow, „der Flieger Hanuschke sei längere Zeit über dem Neuen Palais gekreist und habe in der Nähe einen Lorbeerkranz zur Erde fallen lassen, wodurch die Sicherheit der Allerhöchsten Herrschaft gefährdet worden sei.“ Daraufhin wurde das Überfliegen fürstlicher Schlösser und Gärten am 19. Januar 1913 verboten. Im Juli 1913 unternahm Hanuschke einen der ersten Nachtflüge.
Bruno Hanuschke nahm an zahlreichen Flugwettbewerben teil, unter anderem beim Deutschen B.Z. Preis der Lüfte, dem Schwäbischen Überlandflug oder dem Aeroplan-Turnier Gotha. Bei der Frühjahrsflugwoche Johannisthal vom 25. Mai bis 1. Juni 1913 belegte er hinter Felix Laitsch den zweiten Platz.
Die Fliegerschule Hanuschkes bestand bis zum Beginn des Ersten Weltkriegs im Sommer 1914. Der Bruno Hanuschke Flugzeugbau stellte weiterhin Flugzeugteile für die Fliegertruppe her, für die er sich während des Ersten Weltkrieges zahlreiche Gebrauchsmuster registrieren ließ. 
Krankheit und finanzielle Nöte zwangen Bruno Hanuschke 1918, die Firma an den Berliner Fabrikanten Franz Conrad zu verkaufen.
Mit nur 30 Jahren verstarb Bruno Hanuschke 1922 an den Folgen einer Tuberkuloseerkrankung im Lungensanatorium Berghof in Davos. Auf seiner letzten Ruhestätte in Davos befand sich ein etwa zwei Meter hoher, geschnittener Findling als Grabstein mit einem in Bronze gestanzten Eindecker. Das Grab existiert nicht mehr.

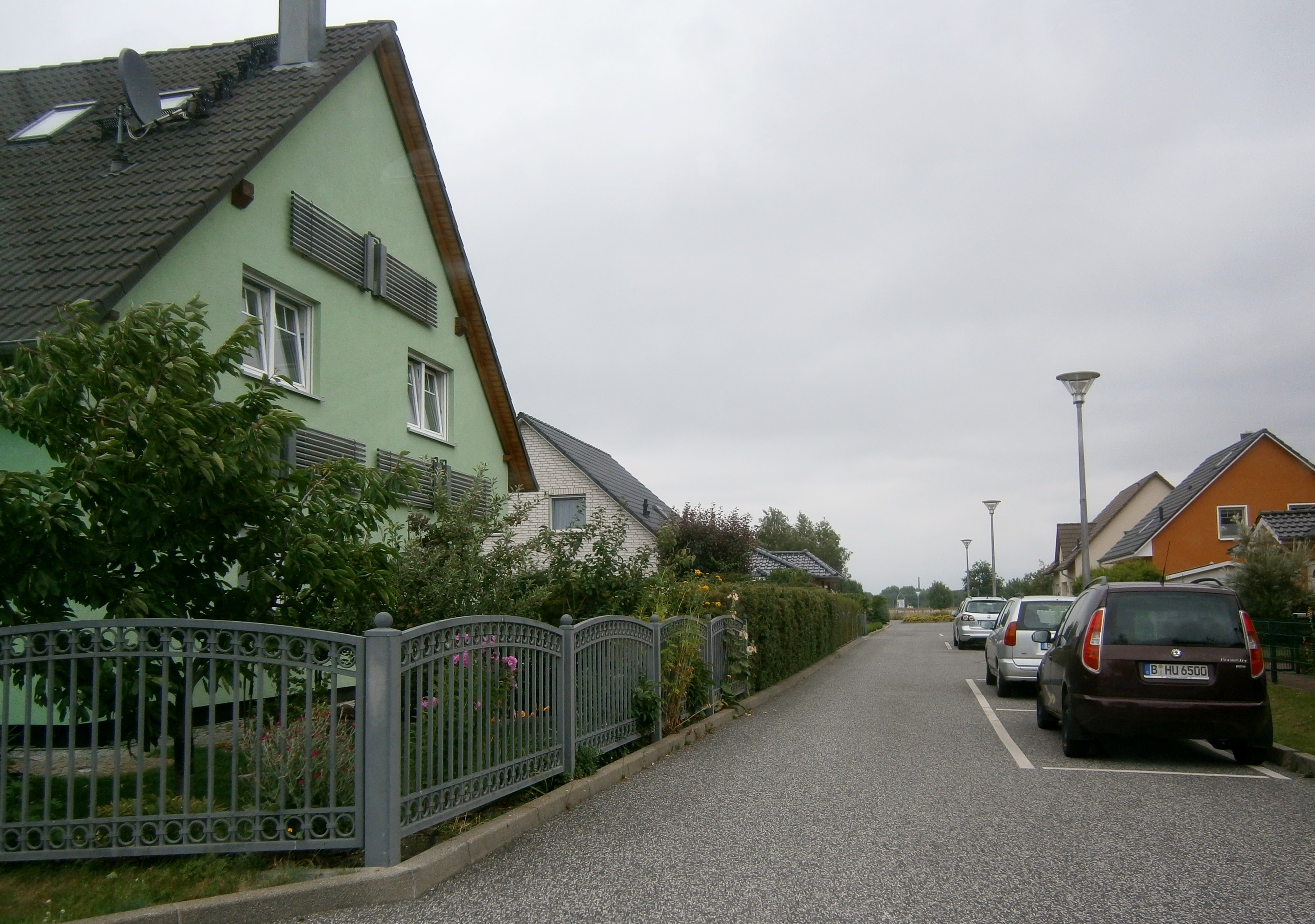
Hanuschkestraße in Berlin-Johannisthal

Zur Erinnerung an Bruno Hanuschke wurde ihm im September 2002 im Berliner Ortsteil Johannisthal die Hanuschkestraße gewidmet. Sie befindet sich auf dem Gelände des ehemaligen Flugplatzes Johannisthal, dem ersten deutschen Flugplatz.

## Familie
Bruno Hanuschke war der zweitgeborene Sohn des Tegeler Gastwirtes Heinrich August Ernst Hanuschke (* 9. September 1855 in Klein-Bielau, Schlesien; † 6. Mai 1928 in Berlin-Tegel) und dessen Ehefrau Louise Pauline, geb. Lange (* 16. April 1853 in Tarnau; † 31. Juli 1903 in Tegel). Sein älterer Bruder war der spätere Zahnarzt und Medizinalrat Curt Max Heinrich Karl Hanuschke (* 30. Mai 1888 in Berlin; † 13. Juni 1960 in Luzern, Schweiz).
Hanuschke heiratete am 31. Juli 1913 die Schwedin Viktoria „Tora“ Selma Mathilda, geb. Sjöborg (* 11. Juli 1885 in Fårö, Gotland, Schweden; † vor 1953), eine Flugschülerin aus der Flugschule von Melli Beese.